# Историја Пољске у старом веку
Стари век у Пољској обухвата период од распада првобитне заједнице у II веку п. н. е. до зачетка феудализма у VII веку н.е. Код старих Римљана, средња Европа била је део Германије, док су области источно од Одре припадале Сарматији.

### Лужичка племена и Келти
Првобитна заједница лужичких племена распада се у III и II веку п. н. е. О значају лужичких племена данас постоје два, још непотврђена гледишта:
- старије (са почетка 20. века) - да су они преци Словена.[1]
- новије (шире прихваћено) - да су преци Германа.[2]

На југу, у Шлезији и делу Мале Пољске, насељавају се у IV веку п. н. е. Келти. Због напада германских племена стварају се велики племенски одбрамбени савези, који граде велика утврђена насеља.

### Стари Словени
О доласку Словена у Пољску данас постоје две теорије:
- да су Словени потомци аутохтоних лужичких племена, који насељавају Пољску већ крајем I века п. н. е. (старија теорија).[1]
- да су Словени дошли у Пољску са истока тек у VI веку н.е., након одласка аутохтоних германских племена за време Велике сеобе народа (новија теорија).[2]

Словенска племена насељавају се углавном дуж река Одре, Висле и Варте. Највећа и најзначајнија су Пољани у басену Варте, Мазовљани у средњем току Висле, Вислани на горњем току Висле и Шлежани на Одри.